# OHL 2001/02
Die OHL-Saison 2001/02 war die 22. Spielzeit der Ontario Hockey League. Die reguläre Saison begann am 15. September 2001 und endete am 17. März 2002. Die Play-offs starteten am 21. März 2002 und endeten mit dem erstmaligen J.-Ross-Robertson-Cup-Gewinn der Erie Otters am 10. Mai 2002, die sich im OHL-Finale gegen die Barrie Colts durchsetzten.

## Reguläre Saison

### Abschlussplatzierungen
Abkürzungen: GP = Spiele, W = Siege, L = Niederlagen, T = Unentschieden, OTL = Niederlage nach Overtime, GF = Erzielte Tore, GA = Gegentore, Pts = Punkte

Erläuterungen:       = Play-off-Qualifikation,       = Division-Sieger,       = Conference-Sieger,       = Hamilton-Spectator-Trophy-Gewinner

#### Eastern Conference
| East Division       | GP | W  | L  | T  | OTL | GF  | GA  | Pts |
| ------------------- | -- | -- | -- | -- | --- | --- | --- | --- |
| Belleville Bulls    | 68 | 39 | 23 | 4  | 2   | 279 | 218 | 84  |
| Ottawa 67’s         | 68 | 36 | 20 | 10 | 2   | 262 | 218 | 84  |
| Peterborough Petes  | 68 | 33 | 22 | 7  | 6   | 242 | 215 | 79  |
| Oshawa Generals     | 68 | 23 | 33 | 7  | 5   | 205 | 247 | 58  |
| Kingston Frontenacs | 68 | 18 | 37 | 9  | 4   | 197 | 272 | 49  |

| Central Division             | GP | W  | L  | T | OTL | GF  | GA  | Pts |
| ---------------------------- | -- | -- | -- | - | --- | --- | --- | --- |
| Toronto St. Michael’s Majors | 68 | 40 | 19 | 8 | 1   | 230 | 177 | 89  |
| Barrie Colts                 | 68 | 38 | 19 | 9 | 2   | 226 | 192 | 87  |
| Sudbury Wolves               | 68 | 25 | 33 | 5 | 5   | 171 | 216 | 60  |
| North Bay Centennials        | 68 | 18 | 37 | 8 | 5   | 185 | 247 | 49  |
| Mississauga IceDogs          | 68 | 11 | 47 | 6 | 4   | 212 | 327 | 32  |

#### Western Conference
| Midwest Division   | GP | W  | L  | T  | OTL | GF  | GA  | Pts |
| ------------------ | -- | -- | -- | -- | --- | --- | --- | --- |
| Erie Otters        | 68 | 41 | 22 | 4  | 1   | 246 | 218 | 87  |
| Guelph Storm       | 68 | 37 | 23 | 7  | 1   | 264 | 235 | 82  |
| Kitchener Rangers  | 68 | 35 | 22 | 10 | 1   | 257 | 190 | 81  |
| Owen Sound Attack  | 68 | 24 | 31 | 10 | 3   | 200 | 240 | 61  |
| Brampton Battalion | 68 | 26 | 35 | 5  | 2   | 215 | 258 | 59  |

| West Division               | GP | W  | L  | T  | OTL | GF  | GA  | Pts |
| --------------------------- | -- | -- | -- | -- | --- | --- | --- | --- |
| Plymouth Whalers            | 68 | 39 | 15 | 12 | 2   | 249 | 166 | 92  |
| Sault Ste. Marie Greyhounds | 68 | 38 | 20 | 10 | 0   | 237 | 200 | 86  |
| Windsor Spitfires           | 68 | 33 | 24 | 6  | 5   | 253 | 229 | 77  |
| Sarnia Sting                | 68 | 27 | 29 | 5  | 7   | 236 | 260 | 66  |
| London Knights              | 68 | 24 | 27 | 10 | 7   | 210 | 249 | 65  |

### Beste Scorer
Mit 110 Punkten führte Nathan Robinson von den Belleville Bulls die Scorerliste der OHL an. Ebenfalls die 100-Punkte-Marke durchbrachen seine Sturmpartner Mike Renzi und Jason Spezza, der im Saisonverlauf von den Windsor Spitfires nach Belleville transferiert worden war. Die meisten Treffer verbuchte Miguel Delisle, der 55 Mal erfolgreich war, während Zenon Konopka das beste Ergebnis in Assistenz (68) hatte. In der Plus/Minus-Wertung führte Darryl Bootland mit einem Wert von +48. Die meisten Powerplay-Tore erzielte Miguel Delisle, der 19 Mal in Überzahl traf. In Unterzahl war Dusty Jamieson mit acht Toren am häufigsten erfolgreich. Mit 268 Strafminuten war Cam Janssen in dieser Saison der böse Bube. Kevin Dallman war mit 63 Assists und 86 Punkten der erfolgreichste Verteidiger. Patrick O’Sullivan war mit 92 Punkten der erfolgreichste Rookie.
Abkürzungen: GP = Spiele, G = Tore, A = Assists, Pts = Punkte, PIM = Strafminuten; Fett: Saisonbestwert
| Spieler            | Team               | GP | G  | A  | Pts | PIM |
| ------------------ | ------------------ | -- | -- | -- | --- | --- |
| Nathan Robinson    | Belleville         | 67 | 47 | 63 | 110 | 74  |
| Mike Renzi         | Belleville         | 68 | 44 | 64 | 108 | 127 |
| Jason Spezza       | Belleville Windsor | 53 | 42 | 63 | 105 | 42  |
| Kris Newbury       | Sarnia             | 66 | 42 | 62 | 104 | 141 |
| Cory Pecker        | Erie               | 56 | 53 | 46 | 99  | 108 |
| Dusty Jamieson     | Sarnia             | 68 | 44 | 53 | 97  | 33  |
| Darryl Bootland    | Toronto            | 61 | 41 | 56 | 97  | 137 |
| Miguel Delisle     | Ottawa             | 67 | 55 | 40 | 95  | 73  |
| Patrick O’Sullivan | Mississauga        | 68 | 34 | 58 | 92  | 61  |
| Mike Stathopoulos  | London             | 68 | 28 | 62 | 90  | 24  |

### Beste Torhüter
Abkürzungen: GP = Spiele, TOI = Eiszeit (in Minuten), W = Siege, L = Niederlagen, OTL = Overtime-Niederlagen, T = Unentschieden, GA = Gegentore, SO = Shutouts, Sv% = gehaltene Schüsse (in %), GAA = Gegentorschnitt
| Spieler          | Team     | GP | TOI  | W  | L  | OTL | T | GA  | SO | Sv%  | GAA  |
| ---------------- | -------- | -- | ---- | -- | -- | --- | - | --- | -- | ---- | ---- |
| Peter Budaj      | Toronto  | 42 | 2330 | 26 | 8  | 1   | 5 | 89  | 2  | 92,8 | 2,29 |
| Jason Bacashihua | Plymouth | 46 | 2688 | 26 | 10 | 2   | 7 | 105 | 5  | 92,6 | 2,34 |
| David Chant      | Barrie   | 47 | 2559 | 25 | 10 | 0   | 8 | 111 | 3  | 92,5 | 2,60 |

## Play-offs

### Play-off-Baum
|  | Conference-Viertelfinale | Conference-Viertelfinale     | Conference-Viertelfinale |                  |                              | Conference-Halbfinale | Conference-Halbfinale | Conference-Halbfinale |  |  | Conference-Finale | Conference-Finale | Conference-Finale |  |  | OHL-Meisterschaft | OHL-Meisterschaft | OHL-Meisterschaft |
|  |                          |                              |                          |                  |                              |                       |                       |                       |  |  |                   |                   |                   |  |  |                   |                   |                   |
|  | E1                       | Toronto St. Michael’s Majors | 4                        |                  |                              |                       |                       |                       |  |  |                   |                   |                   |  |  |                   |                   |                   |
|  | E8                       | North Bay Centennials        | 0                        |                  |                              |                       |                       |                       |  |  |                   |                   |                   |  |  |                   |                   |                   |
|  | E8                       | North Bay Centennials        | 0                        | E1               | Toronto St. Michael’s Majors | 4                     |                       |                       |  |  |                   |                   |                   |  |  |                   |                   |                   |
|  |                          |                              |                          | E1               | Toronto St. Michael’s Majors | 4                     |                       |                       |  |  |                   |                   |                   |  |  |                   |                   |                   |
|  |                          |                              | E4                       | Ottawa 67’s      | 3                            |                       |                       |                       |  |  |                   |                   |                   |  |  |                   |                   |                   |
|  | E4                       | Ottawa 67’s                  | E4                       | Ottawa 67’s      | 3                            | 4                     |                       |                       |  |  |                   |                   |                   |  |  |                   |                   |                   |
|  | E4                       | Ottawa 67’s                  |                          |                  |                              | 4                     |                       |                       |  |  |                   |                   |                   |  |  |                   |                   |                   |
|  | E5                       | Peterborough Petes           | 2                        |                  |                              |                       |                       |                       |  |  |                   |                   |                   |  |  |                   |                   |                   |
|  | E5                       | Peterborough Petes           | 2                        | E1               | Toronto St. Michael’s Majors | 0                     |                       |                       |  |  |                   |                   |                   |  |  |                   |                   |                   |
|  |                          |                              |                          | E1               | Toronto St. Michael’s Majors | 0                     | Eastern Conference    |                       |  |  |                   |                   |                   |  |  |                   |                   |                   |
|  |                          | E3                           | Barrie Colts             | 4                |                              |                       |                       |                       |  |  |                   |                   |                   |  |  |                   |                   |                   |
|  | E3                       | E3                           | Barrie Colts             | 4                | Barrie Colts                 | 4                     |                       |                       |  |  |                   |                   |                   |  |  |                   |                   |                   |
|  | E3                       |                              |                          |                  | Barrie Colts                 | 4                     |                       |                       |  |  |                   |                   |                   |  |  |                   |                   |                   |
|  | E6                       | Sudbury Wolves               | 1                        |                  |                              |                       |                       |                       |  |  |                   |                   |                   |  |  |                   |                   |                   |
|  | E6                       | Sudbury Wolves               | 1                        | E3               | Barrie Colts                 | 4                     |                       |                       |  |  |                   |                   |                   |  |  |                   |                   |                   |
|  |                          |                              |                          | E3               | Barrie Colts                 | 4                     |                       |                       |  |  |                   |                   |                   |  |  |                   |                   |                   |
|  |                          |                              | E2                       | Belleville Bulls | 2                            |                       |                       |                       |  |  |                   |                   |                   |  |  |                   |                   |                   |
|  | E2                       | Belleville Bulls             | E2                       | Belleville Bulls | 2                            | 4                     |                       |                       |  |  |                   |                   |                   |  |  |                   |                   |                   |
|  | E2                       | Belleville Bulls             |                          |                  |                              |                       |                       |                       |  |  |                   |                   |                   |  |  |                   |                   |                   |
|  | E7                       | Oshawa Generals              | 1                        |                  |                              |                       |                       |                       |  |  |                   |                   |                   |  |  |                   |                   |                   |
|  | E7                       | Oshawa Generals              | 1                        | E3               | Barrie Colts                 | 1                     |                       |                       |  |  |                   |                   |                   |  |  |                   |                   |                   |
|  |                          |                              |                          |                  |                              |                       |                       |                       |  |  |                   |                   |                   |  |  |                   |                   |                   |
|  |                          | W2                           | Erie Otters              | 4                |                              |                       |                       |                       |  |  |                   |                   |                   |  |  |                   |                   |                   |
|  | W1                       | W2                           | Erie Otters              | 4                | Plymouth Whalers             | 2                     |                       |                       |  |  |                   |                   |                   |  |  |                   |                   |                   |
|  | W1                       |                              |                          |                  | Plymouth Whalers             | 2                     |                       |                       |  |  |                   |                   |                   |  |  |                   |                   |                   |
|  | W8                       | London Knights               | 4                        |                  |                              |                       |                       |                       |  |  |                   |                   |                   |  |  |                   |                   |                   |
|  | W8                       | London Knights               | 4                        | W8               | London Knights               | 2                     |                       |                       |  |  |                   |                   |                   |  |  |                   |                   |                   |
|  |                          |                              |                          | W8               | London Knights               | 2                     |                       |                       |  |  |                   |                   |                   |  |  |                   |                   |                   |
|  |                          |                              | W2                       | Erie Otters      | 4                            |                       |                       |                       |  |  |                   |                   |                   |  |  |                   |                   |                   |
|  | W2                       | Erie Otters                  | W2                       | Erie Otters      | 4                            | 4                     |                       |                       |  |  |                   |                   |                   |  |  |                   |                   |                   |
|  | W2                       | Erie Otters                  |                          |                  |                              | 4                     |                       |                       |  |  |                   |                   |                   |  |  |                   |                   |                   |
|  | W7                       | Sarnia Sting                 | 1                        |                  |                              |                       |                       |                       |  |  |                   |                   |                   |  |  |                   |                   |                   |
|  | W7                       | Sarnia Sting                 | 1                        | W2               | Erie Otters                  | 4                     |                       |                       |  |  |                   |                   |                   |  |  |                   |                   |                   |
|  |                          |                              |                          | W2               | Erie Otters                  | 4                     | Western Conference    |                       |  |  |                   |                   |                   |  |  |                   |                   |                   |
|  |                          | W6                           | Windsor Spitfires        | 1                |                              |                       |                       |                       |  |  |                   |                   |                   |  |  |                   |                   |                   |
|  | W3                       | W6                           | Windsor Spitfires        | 1                | Sault Ste. Marie Greyhounds  | 3                     |                       |                       |  |  |                   |                   |                   |  |  |                   |                   |                   |
|  | W3                       |                              |                          |                  |                              |                       |                       |                       |  |  |                   |                   |                   |  |  |                   |                   |                   |
|  | W6                       | Windsor Spitfires            | 4                        |                  |                              |                       |                       |                       |  |  |                   |                   |                   |  |  |                   |                   |                   |
|  | W6                       | Windsor Spitfires            | 4                        | W6               | Windsor Spitfires            | 4                     |                       |                       |  |  |                   |                   |                   |  |  |                   |                   |                   |
|  |                          |                              |                          | W6               | Windsor Spitfires            | 4                     |                       |                       |  |  |                   |                   |                   |  |  |                   |                   |                   |
|  |                          |                              | W4                       | Guelph Storm     | 1                            |                       |                       |                       |  |  |                   |                   |                   |  |  |                   |                   |                   |
|  | W4                       | Guelph Storm                 | W4                       | Guelph Storm     | 1                            | 4                     |                       |                       |  |  |                   |                   |                   |  |  |                   |                   |                   |
|  | W4                       | Guelph Storm                 |                          |                  |                              |                       |                       |                       |  |  |                   |                   |                   |  |  |                   |                   |                   |
|  | W5                       | Kitchener Rangers            | 0                        |                  |                              |                       |                       |                       |  |  |                   |                   |                   |  |  |                   |                   |                   |

### J.-Ross-Robertson-Cup-Sieger
| J.-Ross-Robertson-Cup-Sieger Erie Otters | Torhüter: T. J. Aceti, Thomas Lee, Adam Munro Verteidiger: Chris Campoli, Carlo Colaiacovo, Noel Coultice, Chris Eade, Jacob Heller, Brian Lee, Chris Martin, Mike McKeown Angreifer: Chris Berti, Brad Bonello, Brad Boyes, Sean Courtney, Brandon Cullen, Scott Dobben, Jeffrey Doyle, David Herring, Oleksandr Karaulschtschuk, Michal Kokavec, Cory Pecker, Mike Rice Cheftrainer: Dave MacQueen General Manager: Sherwood Bassin |

### Beste Scorer
Abkürzungen: GP = Spiele, G = Tore, A = Assists, Pts = Punkte, PIM = Strafminuten; Fett: Saisonbestwert
| Spieler           | Team    | GP | G  | A  | Pts | PIM |
| ----------------- | ------- | -- | -- | -- | --- | --- |
| Cory Pecker       | Erie    | 21 | 25 | 17 | 42  |     |
| Brad Boyes        | Erie    | 21 | 22 | 19 | 41  |     |
| Brandon Cullen    | Erie    | 21 | 13 | 16 | 29  |     |
| Blaine Down       | Barrie  | 20 | 15 | 10 | 25  |     |
| Kyle Wellwood     | Windsor | 16 | 12 | 12 | 24  |     |
| Steve Hildenbrand | Windsor | 16 | 4  | 18 | 22  |     |
| Tim Gleason       | Windsor | 16 | 7  | 13 | 22  |     |
| Erik Reitz        | Barrie  | 20 | 4  | 16 | 20  |     |
| Rick Nash         | London  | 12 | 10 | 9  | 19  |     |
| Tim Brent         | Toronto | 14 | 7  | 12 | 19  |     |

### Beste Torhüter
Abkürzungen: GP = Spiele, TOI = Eiszeit (in Minuten), W = Siege, L = Niederlagen, OTL = Overtime/Shootout-Niederlagen, GA = Gegentore, SO = Shutouts, Sv% = gehaltene Schüsse (in %), GAA = Gegentorschnitt
| Spieler      | Team             | GP | TOI  | W  | L | GA | SO | Sv%  | GAA  |
| ------------ | ---------------- | -- | ---- | -- | - | -- | -- | ---- | ---- |
| David Chant  | Barrie           | 18 | 1115 | 12 | 5 | 39 | 1  | 94,0 | 2,10 |
| Michael Mole | Belleville       | 11 | 686  | 6  | 2 | 25 | 1  | 93,5 | 2,19 |
| Ray Emery    | Sault Ste. Marie | 6  | 360  | 2  | 4 | 19 | 1  | 93,1 | 3,17 |

## Auszeichnungen

### All-Star-Teams
| First All-Star-Team  | First All-Star-Team                        |
| -------------------- | ------------------------------------------ |
| Angriff:             | Nathan Robinson – Brad Boyes – Cory Pecker |
| Verteidigung:        | Erik Reitz – Mark Popovic                  |
| Tor:                 | Ray Emery                                  |
| Trainer:             | Craig Hartsburg                            |
| Second All-Star-Team |                                            |
| Angriff:             | Steve Ott – Kris Newbury – Mike Renzi      |
| Verteidigung:        | Carlo Colaiacovo – Steve Eminger           |
| Tor:                 | Peter Budaj                                |
| Trainer:             | Dave Cameron                               |
| Third All-Star-Team  |                                            |
| Angriff:             | Rick Nash – Jason Spezza – Miguel Delisle  |
| Verteidigung:        | Kevin Dallman – Fjodor Tjutin              |
| Tor:                 | David Chant                                |
| Trainer:             | Dave MacQueen                              |

### All-Rookie-Teams
| First All-Rookie-Team  | First All-Rookie-Team                            |
| ---------------------- | ------------------------------------------------ |
| Angriff:               | Tim Sestito – Nathan Horton – Corey Perry        |
| Verteidigung:          | Fjodor Tjutin – Ryan Hastings                    |
| Tor:                   | Jason Bacashihua                                 |
| Second All-Rookie-Team |                                                  |
| Angriff:               | Andrij Michnow – Patrick O’Sullivan – Petr Kanko |
| Verteidigung:          | Karol Sloboda – Frank Rediker                    |
| Tor:                   | Chris Houle                                      |

### Vergebene Trophäen
| Auszeichnung                 | Auszeichnung               | Team                         |
| ---------------------------- | -------------------------- | ---------------------------- |
| J. Ross Robertson Cup        | J. Ross Robertson Cup      | Erie Otters                  |
| Hamilton Spectator Trophy    | Hamilton Spectator Trophy  | Plymouth Whalers             |
| Bobby Orr Trophy             | Bobby Orr Trophy           | Barrie Colts                 |
| Wayne Gretzky Trophy         | Wayne Gretzky Trophy       | Erie Otters                  |
| Emms Trophy                  | Emms Trophy                | Toronto St. Michael’s Majors |
| Leyden Trophy                | Leyden Trophy              | Belleville Bulls             |
| Holody Trophy                | Holody Trophy              | Erie Otters                  |
| Bumbacco Trophy              | Bumbacco Trophy            | Plymouth Whalers             |
| Auszeichnung                 | Spieler                    | Team                         |
| Red Tilson Trophy            | Brad Boyes                 | Erie Otters                  |
| Eddie Powers Memorial Trophy | Nathan Robinson            | Belleville Bulls             |
| Matt Leyden Trophy           | Craig Hartsburg            | Sault Ste. Marie Greyhounds  |
| Jim Mahon Memorial Trophy    | Matt Renzi                 | Belleville Bulls             |
| Max Kaminsky Trophy          | Erik Reitz                 | Barrie Colts                 |
| OHL Goaltender of the Year   | Ray Emery                  | Sault Ste. Marie Greyhounds  |
| Jack Ferguson Award          | Rob Schremp                | Mississauga IceDogs          |
| Dave Pinkney Trophy          | Paul Drew Jason Bacashihua | Plymouth Whalers             |
| OHL Executive of the Year    | Sherwood Bassin            | Erie Otters                  |
| Emms Family Award            | Patrick O’Sullivan         | Mississauga IceDogs          |
| F. W. „Dinty“ Moore Trophy   | Jason Bacashihua           | Plymouth Whalers             |
| OHL Humanitarian of the Year | David Silverstone          | Belleville Bulls             |
| William Hanley Trophy        | Brad Boyes                 | Erie Otters                  |
| Leo Lalonde Memorial Trophy  | Cory Pecker                | Erie Otters                  |
| Bobby Smith Trophy           | Dustin Brown               | Guelph Storm                 |
| Wayne Gretzky 99 Award       | Brad Boyes                 | Erie Otters                  |
| Bill Long Award              | Jack Ferguson Jim Lever    | Ontario Hockey League        |